# Халандрица
Халандрица (греч. Χαλανδρίτσα) — малый город в Греции. Расположен на высоте 341 м над уровнем моря. Административный центр общины Эримантос в периферийной единице Ахея в периферии Западная Греция. Население 913 человек по переписи 2011 года.

## Сообщество
Сообщество Халандрица (Κοινότητα Χαλανδρίτσης) создано в 1912 году (ΦΕΚ 256Α). В сообщество входит три населённых пункта. Население 1047 человек по переписи 2011 года. Площадь 26,501 квадратных километров.
| Населённый пункт    | Население (2011), человек |
| ------------------- | ------------------------- |
| Кидоньес            | 14                        |
| Масторейка-Стамейка | 120                       |
| Халандрица          | 913                       |

## Население
| Год  | Население, человек |
| ---- | ------------------ |
| 1991 | 966                |
| 2001 | 972                |
| 2011 | ↘ 913              |